# Franz Frederik Wathén

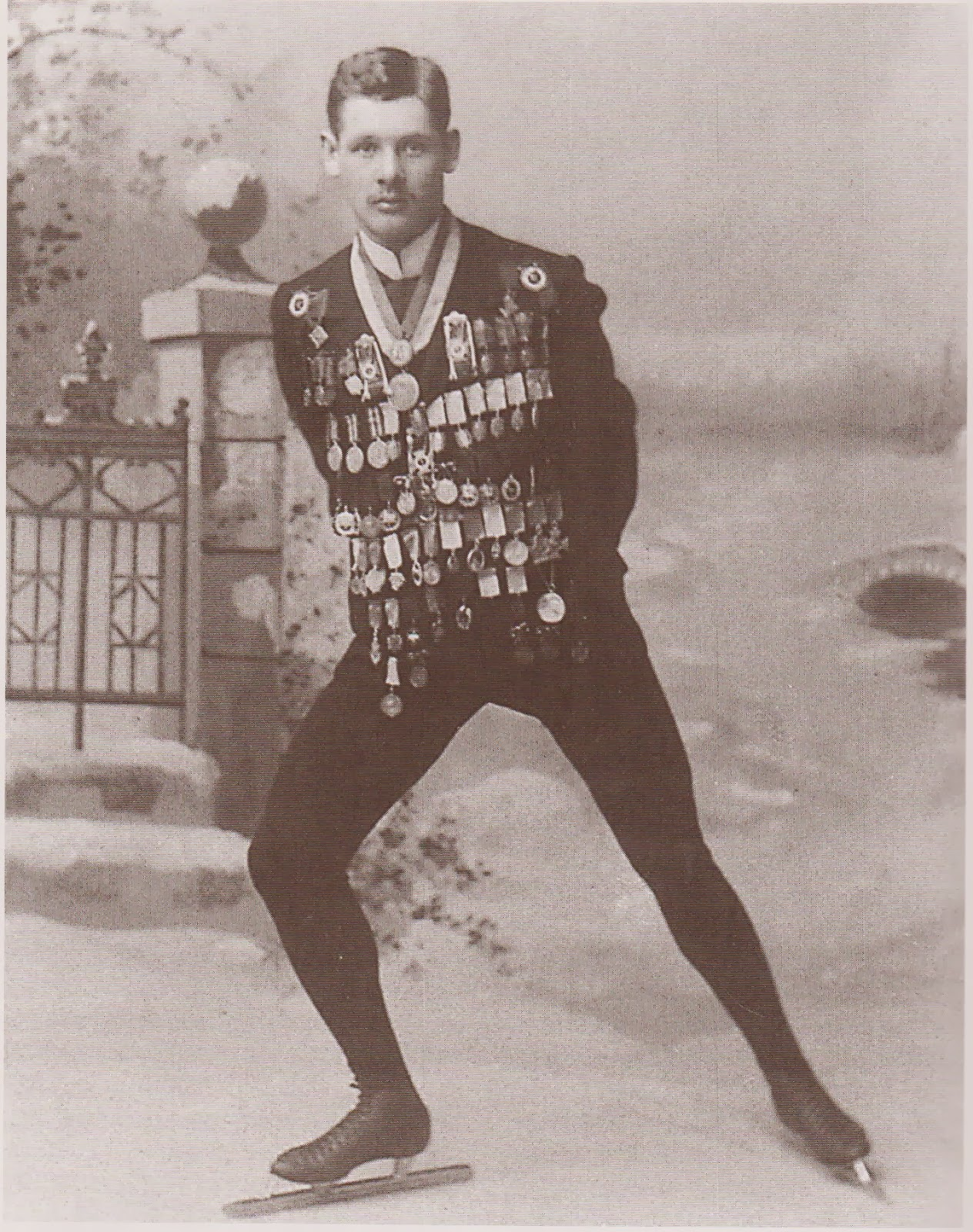
Franz Frederik Wathén, ca 1901.

Franz Fredrik Wathén, född den 30 mars 1878, död 21 oktober 1914 var en finländsk skridskoåkare. Wathén blev den förste finländare att bli allround-världsmästare vid VM 1901 i Stockholm. Wathén vann vid mästerskapet 500 meter, 1 500 meter och 10 000 meter, medan han blev tredje man på 5 000 meter.
Vid VM 1902 på Norra hamnens isbana i Helsingfors knep Wathén en andraplats på 500 meter men slutade på en blygsammare sjätteplats i sammandraget. Året efter i Sankt Petersburg vann Wathén 500 meter och slutade på sjunde plats i sammandraget. I VM 1906 blev Wathén fjärde man i sammandraget.

## Personliga rekord
- 500 meter 46,2
- 1 500 meter 2.30,8
- 5 000 meter 8.58,0
- 10 000 meter 18.44,0